# 贾郭石窟
贾郭石窟，位于山西省长治市沁源县王和镇贾郭村，是一处山西省文物保护单位。
2016年6月6日，贾郭石窟公布为第五批山西省文物保护单位，年代为北魏、隋、唐，石窟寺类，编号5-130。